# Ad-Dana (poddystrykt)
Ad-Dana – jedna z 6 jednostek administracyjnych trzeciego rzędu (nahijja) dystryktu Harim w muhafazie Idlib w Syrii.
W 2004 roku poddystrykt zamieszkiwało  60 050 osób.